# Реков, Виктор Андреевич
Виктор Андреевич Реков (род. 10 сентября 1932) — советский борец классического стиля, чемпион и призёр чемпионатов СССР, мастер спорта СССР (1956).

## Биография
Увлёкся борьбой в 1948 году. Тренировался под руководством А. Е. Воловика. Выступал в средней весовой категории (до 79 кг). Участвовал в семи чемпионатах СССР. Победитель международных турниров.

## Спортивные результаты
- Чемпионат СССР по классической борьбе 1955 года — ;
- Классическая борьба на летней Спартакиаде народов СССР 1956 года — ;
- Спартакиада дружественных армий 1958 — ;
- Классическая борьба на летней Спартакиаде народов СССР 1959 года — ;